# Distruzione delle Sette Città
La distruzione delle Sette Città (spagnolo: Destrucción de las siete ciudades) fu un evento bellico occorso in Araucanía, nel corso della guerra di Arauco.

## Storia
Fu il risultato della grande rivolta Mapuche del 1598, ed è a volte considerato il termine della conquista del Cile. La rivolta fu innescata dalle notizie riguardanti il disastro di Curalaba avvenuto il 23 dicembre 1598, quando il vice toqui Pelantaru ed i suoi tenenti Anganamon e Guaiquimilla, con 300 uomini, tesero un'imboscata al governatore spagnolo Martín García Óñez de Loyola, massacrandolo insieme ai suoi cinquanta soldati.
Negli anni che seguirono, i Mapuche riuscirono a distruggere o a forzare l'abbandono di molte città e di qualche insediamento minore degli spagnoli, tra cui tutte le sette città che gli spagnoli avevano fondato in territorio Mapuche, ovvero a sud del Bío Bío:
- Santa Cruz de Coya (1599)
- Santa María la Blanca de Valdivia (1599)
- San Andrés de Los Infantes (1599)
- La Imperial (1600)
- Santa María Magdalena de Villa Rica (1602)
- San Mateo de Osorno (1603)
- San Felipe de Araucan (1604)